# Bundestreue
Die Bundestreue (auch: Grundsatz des bundesfreundlichen Verhaltens, bündische Treue oder bündisches Prinzip) ist in einem Bundesstaat die Verpflichtung des Gesamtstaates und der Gliedstaaten zu einem bundesfreundlichen Verhalten. Dieses gebietet vor allem eine gegenseitige Rücksichtnahme und Zusammenarbeit. 

## Deutschland
In Deutschland gehört die Bundestreue als Verfassungsgrundsatz zu den dem Grundgesetz immanenten Normen, die das Verhältnis von Bund und Ländern regeln. Sowohl der Bund als auch die Länder sind verpflichtet, „dem Wesen des sie verbindenden verfassungsrechtlichen ‚Bündnisses‘ entsprechend zusammenzuwirken und zu seiner Festigung und zur Wahrung der wohlverstandenen Belange des Bundes und der Glieder beizutragen“.
So muss ein Land bei der Ausübung seiner Gesetzgebungskompetenzen Rücksicht auf andere Länder und den Bund nehmen, sofern diese von den Auswirkungen des Gesetzes betroffen wären. Auch können die Länder wegen der Bundestreue verpflichtet sein, bei der Erfüllung völkerrechtlicher Verträge des Bundes mitzuwirken. Umgekehrt muss der Bund etwa bei Ausübung seines Weisungsrechts im Fall der Auftragsverwaltung das betreffende Land zuvor anhören. Als Beispiel für einen Verstoß des Bundes gegen die Bundestreue ist die Gründung der Deutschland-Fernsehen-GmbH zu nennen. Teilweise wird bei dem Pflichtverhältnis des Bundes zu den Ländern auch von Ländertreue gesprochen.

## Schweiz
In der Schweiz hält Artikel 44 der Bundesverfassung die Grundsätze der Bundestreue fest:
1 Bund und Kantone unterstützen einander in der Erfüllung ihrer Aufgaben und arbeiten zusammen.
2 Sie schulden einander Rücksicht und Beistand. Sie leisten einander Amts- und Rechtshilfe.
3 Streitigkeiten zwischen Kantonen oder zwischen Kantonen und dem Bund werden nach Möglichkeit durch Verhandlung und Vermittlung beigelegt.